# Двойник Макса Линдера
«Двойник Макса Линдера» (1914) — русская немая комедия Александра Гарина.

## Сюжет
Ожидается приезд в Россию знаменитого Макса Линдера. В одном из кинотеатров публика выстраивается в огромную очередь за билетами. Но приходит известие, что Линдер не приедет, и в администрации кинотеатра переполох. Его директор, однако, не теряется и решает заменить Линдера двойником. Опытная публика скоро раскрывает обман. Двойнику приходится спасаться бегством - сначала на автомобиле, потом на лодке. Разгневанные кинозрители пытаются догнать его. Но самозванцу, получившему все деньги за выступление "Линдера", удаётся скрыться.

## Технические данные
Комедия. 335 м. 
Т-во «Танагра» (СПб). Прокат К. Паганелли 
Выпуск на экран неизвестен 
Сцен., реж. Александр Гарин, 
опер. Александр Левицкий. 
Актёры: Александр Гарин (двойник). 
Фильм сохранился без надписей